# Salaputia Brass
Salaputia Brass ist ein professionelles Blechbläserensemble aus Deutschland. Die zwölf Mitglieder haben feste Engagements bei deutschen Orchestern, wie dem Sinfonieorchester des Bayerischen Rundfunks, dem Gewandhausorchester Leipzig, der Staatsoper Hamburg, dem Konzerthausorchester Berlin und den Bamberger Symphonikern.
Das Ensemble arbeitet in besonderem Maße an der Weiterentwicklung des eigenen Genres. 2016 wurde die CD Sounds of Evolution beim Label audite veröffentlicht, die ausschließlich Ersteinspielungen und Auftragskompositionen beinhaltet.

## Geschichte
Das Brassensemble wurde 2007 von Mitgliedern des Bundesjugendorchesters als Blechbläserquintett gegründet. Im Jahre 2011 wurde die Besetzung mit weiteren Ehemaligen des Bundesjugendorchesters zur Dezett-Besetzung ähnlich dem Philip Jones Brass Ensemble erweitert. Salaputia Brass konzertiert seitdem international in kleiner und großer Besetzung.

## Konzerttätigkeit
Salaputia Brass tritt sowohl national als auch international ca. 20 Mal pro Jahr öffentlich auf. Neben kleineren Spielorten spielte das Ensemble regelmäßig bei Musikfestivals, u. a. beim Schleswig-Holstein Musikfestival, dem Musikfest Mecklenburg-Vorpommern und den Aschaffenburger Bachtagen. Das Ensemble konzertierte während der ersten Spielzeit seit der Eröffnung der Elbphilharmonie bereits zweimal im ausverkauften großen Saal.
International gastierte Salaputia Brass in Frankreich, Mexiko-Stadt und Washington D.C., USA, wo sie die Verleihung des Eric-M.-Warburg-Preises an Bundeskanzlerin Merkel umrahmten. 2016 konzertierte das Ensemble mit dem Windsbacher Knabenchor im Rahmen einer mehrwöchigen Tournee durch die Volksrepublik China.
Die Verbindung mit dem Windsbacher Knabenchor wird jährlich mit Konzerttourneen in der Adventszeit erneuert.

## Preise und Auszeichnungen
- Jugend musiziert – 1. Preis (2008)[19]
- Internationaler Wettbewerb für Blechbläser-Ensembles Passau – 3. Preis Amateure (2008)[20]
- Stipendium der Deutschen Stiftung Musikleben (seit 2008)[21]

## Diskographie
Noch im Jahr der Gründung der erweiterten Besetzung 2011 veröffentlichte Salaputia Brass seine erste CD Sinfonietta, die sowohl Werke in Quintett-, wie auch in Dezettbesetzung beinhaltet. 2016 folgte die Konzept-CD Sounds of Evolution beim Label audite, die ausnahmslos Ersteinspielungen und Auftragswerke beinhaltet. Im Februar 2017 veröffentlichte das Ensemble die CD Signals from Heaven mit dem Trompeter und Jazzsänger Jeroen Berwaerts mit Werken verschiedener Epochen. Das neueste Album Roots erschien 2020 beim Label OehmsClassics und widmet sich Werken von und über Briten. Roots ist der Auftakt zur Länderreihe "Bridges of Brass".
- Sinfonietta (2011)[23]
- Sounds of Evolution (2016)[24] – audite 97.723
- Signals from Heaven (2017)[25] – audite 97.725
- Roots (2020)[26] – [Bridges of Brass] – OC 473